# Luís Verri
Luís Verri (Pirassununga, 14 de novembro de 1912 — Rio de Janeiro, 21 de junho de 1990) foi um pintor, desenhista e decorador brasileiro.

## Biografia
Estudou na Escola de Belas Artes de São Paulo entre os anos de 1932 a 1936. Frequentou o ateliê de Gino Bruno e manteve contatos com Francisco Rebolo e os demais pintores do Grupo Santa Helena. Em seguida, mudou-se para o Rio de Janeiro onde viveria até seus últimos dias. Essa longa permanência na então capital da República fez com que sua pintura se voltasse para temas sempre mais cariocas.